# Yōhei Kōno
Pour les articles homonymes, voir Kono.
Yōhei Kōno (河野 洋平, Kōno Yōhei), né le 15 janvier 1937 à Hiratsuka dans la préfecture de Kanagawa, est un homme politique japonais membre du Parti libéral-démocrate (PLD). Il a servi en tant que Président de la Chambre des représentants de novembre 2003 jusqu'à août 2009, date à laquelle le PLD perd sa majorité lors des élections législatives de 2009. Il a également présidé l'Association japonaise des fédérations d'athlétisme de 1999 à 2013.

## Biographie

### Jeunesse et études
Il est le fils de Ichiro Kono, qui fut vice-premier ministre du Japon. Yōhei Kōno effectue ses études secondaires au lycée Waseda. 
Il est admis à l'université Waseda en 1955, où il étudie l'économie au sein de la faculté de science politique et d'économie. Il est alors camarade de classe de Yasuo Fukuda. Il s'engage dans le club de course automobile. Il est diplômé en 1959.

### Parcours professionnel
et a travaillé pour la société Marubeni Corporation. Sa carrière politique débute en 1967. Kōno est connu pour être un personnage controversé dans le  débat des « femmes de réconfort », pour la déclaration qu'il a faite le 4 août 1993, quand il était Secrétaire général du gouvernement. Dans sa déclaration, faite après que l'historien Yoshiaki Yoshimi ait annoncé qu'il avait découvert dans la bibliothèque de l'Agence de la Défense à Tokyo des preuves documentaires que l'Armée impériale japonaise avait créé des « centres de délassement», il a admis que l'Armée impériale avait été impliquée, directement et indirectement, dans la mise en place d'« équipements de confort » et que la coercition avait été utilisée dans le recrutement et la rétention des femmes.

### Carrière politique
Yōhei Kōno fut ministre des Affaires étrangères de 1994 à 1996 puis de 1999 à 2001.
Il est président du PLD entre 1993 et 1995.